# Grégory Hofmann
Grégory Hofmann, född 13 november 1992, är en schweizisk professionell ishockeyforward som spelar för Columbus Blue Jackets i National Hockey League (NHL). Han har tidigare spelat för HC Ambrì-Piotta, HC Davos, HC Lugano och EV Zug i Nationalliga A (NLA)/National League (NL).
Hofmann draftades av Carolina Hurricanes i fjärde rundan 2011 års draft som 103:e totalt.

## Statistik
| 2009–2010     | HC Ambrì-Piotta       | NLA           | 1   | 0   | 0   | 0   | 0   | —   | —  | —  | —  | —  |
| 2010–2011     | HC Ambrì-Piotta       | NLA           | 41  | 3   | 9   | 12  | 2   | —   | —  | —  | —  | —  |
| 2011–2012     | HC Ambrì-Piotta       | NLA           | 34  | 5   | 1   | 6   | 6   | —   | —  | —  | —  | —  |
| 2012–2013     | HC Davos              | NLA           | 49  | 16  | 11  | 27  | 20  | 7   | 0  | 2  | 2  | 0  |
| 2013–2014     | HC Davos              | NLA           | 41  | 7   | 10  | 17  | 30  | —   | —  | —  | —  | —  |
| 2014–2015     | HC Davos              | NLA           | 47  | 11  | 14  | 25  | 18  | 13  | 3  | 2  | 5  | 2  |
| 2015–2016     | HC Lugano             | NLA           | 46  | 17  | 14  | 31  | 47  | 13  | 4  | 3  | 7  | 6  |
| 2016–2017     | HC Lugano             | NLA           | 45  | 12  | 16  | 28  | 26  | 11  | 1  | 1  | 2  | 2  |
| 2017–2018     | HC Lugano             | NL            | 45  | 22  | 17  | 39  | 22  | 18  | 14 | 7  | 21 | 8  |
| 2018–2019     | HC Lugano             | NL            | 50  | 30  | 21  | 51  | 24  | 4   | 2  | 2  | 4  | 2  |
| 2019–2020     | EV Zug                | NL            | 50  | 24  | 23  | 47  | 40  | —   | —  | —  | —  | —  |
| 2020–2021     | EV Zug                | NL            | 36  | 18  | 23  | 41  | 20  | 13  | 6  | 8  | 14 | 4  |
| 2021–2022     | Columbus Blue Jackets | NHL           | 2   | 0   | 1   | 1   | 0   | —   | —  | —  | —  | —  |
| NHL totalt    | NHL totalt            | NHL totalt    | 2   | 0   | 1   | 1   | 0   | —   | —  | —  | —  | —  |
| NLA/NL totalt | NLA/NL totalt         | NLA/NL totalt | 485 | 165 | 159 | 324 | 255 | 105 | 32 | 29 | 61 | 28 |

### Internationellt
| Källa: Uppdaterad: 2021-10-19 | Källa: Uppdaterad: 2021-10-19 | Källa: Uppdaterad: 2021-10-19 |         | Utv = Utvisningsminuter | Utv = Utvisningsminuter | Utv = Utvisningsminuter | Utv = Utvisningsminuter | Utv = Utvisningsminuter |
| År                            | Lag                           | Mästerskap                    | Matcher | Mål                     | Assists                 | Poäng                   | Utv                     |                         |
| ----------------------------- | ----------------------------- | ----------------------------- | ------- | ----------------------- | ----------------------- | ----------------------- | ----------------------- | ----------------------- |
| 2010                          | Schweiz                       | U18-VM                        | 6       | 5                       | 0                       | 5                       | 2                       |                         |
| 2011                          | Schweiz                       | JVM                           | 6       | 1                       | 3                       | 4                       | 2                       |                         |
| 2012                          | Schweiz                       | JVM                           | 6       | 1                       | 1                       | 2                       | 6                       |                         |
| 2016                          | Schweiz                       | VM                            | 7       | 1                       | 1                       | 2                       | 0                       |                         |
| 2018                          | Schweiz                       | OS                            | 2       | 0                       | 1                       | 1                       | 10                      |                         |
| 2018                          | Schweiz                       | VM                            | 10      | 4                       | 3                       | 7                       | 2                       |                         |
| 2019                          | Schweiz                       | VM                            | 8       | 3                       | 0                       | 3                       | 0                       |                         |
| 2021                          | Schweiz                       | VM                            | 8       | 6                       | 2                       | 8                       | 0                       |                         |
| Junior totalt                 | Junior totalt                 | Junior totalt                 | 18      | 7                       | 4                       | 11                      | 10                      |                         |
| Senior totalt                 | Senior totalt                 | Senior totalt                 | 35      | 14                      | 7                       | 21                      | 2                       |                         |